# 佐伯中央農業協同組合

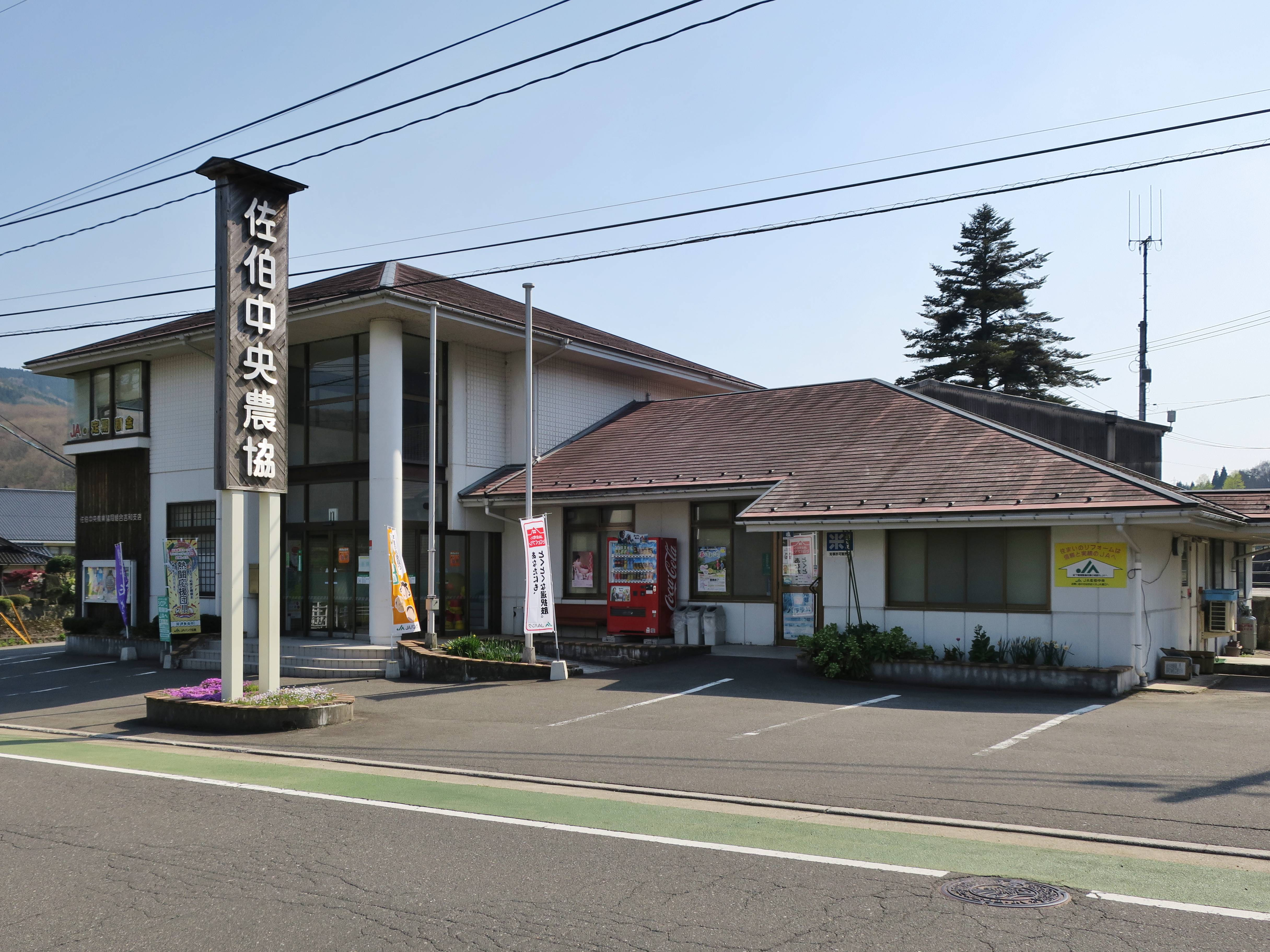
吉和支店（2017年）

佐伯中央農業協同組合（さいきちゅうおうのうぎょうきょうどうくみあい、通称JA佐伯中央）は、広島県廿日市市に本店を置いていた農業協同組合である。

## 概要
- 代表理事組合長：忠末 宜伸
- 本店所在地：広島県廿日市市宮内4473-1
- 組合員数：正組合員4,194人、准組合員25,158人
- 職員数：正職員・嘱託職員181人（男119人、女62人）、パート職員83人（男20人、女63人）
- 店舗数：支店13、経済センター4

## 事業区域
- 廿日市市、大竹市

## 沿革
- 1974年4月：3町4農協（廿日市町、地御前、大野町、佐伯町）が合併し、JA佐伯中央が発足。
- 1978年8月：吉和村農協と合併。
- 2001年12月：大竹市農協と合併。
- 2023年4月：JAひろしまを設立し、JA佐伯中央を廃止。

## 主な特産品
- 米、大長なす、ホウレンソウ、小松菜、イチゴ、イチジク